# Københavns Erhvervsakademi
Københavns Erhvervsakademi (KEA) er et dansk erhvervsakademi, der udbyder en række praksisrettede videregående uddannelser på erhvervsakademiniveau og professionsbachelorniveau inden for programområderne Design, Byg, Digital og Teknik. Institutionen har til huse på en række adresser i Københavnsområdet; først og fremmest på Nørrebro og i Nordvest-kvarteret.
Københavns Erhvervsakademi (KEA) udbyder desuden efter- og videreuddannelser på akademi- og diplomniveau, samt virksomhedstilpassede forløb, fortrinsvis fra KEA Kompetences hovedkontor i Hellerup.
Læringen er praksisbaseret og lægger vægt på, at de studerende arbejder med konkrete problemstillinger og produkter i nært samarbejde med lokale, landsdækkende og internationale virksomheder.
KEA blev etableret i 2008 med udgangspunkt i Lov om erhvervsakademier, der blev vedtaget af Folketinget i marts 2007. KEA er en fusion af de korte og mellemlange videregående uddannelser, som tidligere blev udbudt af Københavns Tekniske Skole, Business Education College, Teknisk Erhvervsskole Center og CPH WEST.
Der er sammenlagt 10.000 indskrevne studerende og ca. 500 ansatte på KEA.